# Malec champion de tir
Pour plus de détails, voir Fiche technique et Distribution.
Malec champion de tir (titre original : The High Sign) est un film américain écrit et réalisé par Buster Keaton et Edward F. Cline sorti en 1921. 

## Synopsis
Our Hero came from Nowhere
he wasn't going Anywhere
and got kicked off
Somewhere
Un vagabond trouve un travail dans le stand de tir d'un parc d'attractions. Le prenant pour un tireur d'élite, le gang des Blinking Buzzards l'engage, mais l'homme qu'ils veulent tuer en fait autant...

## Fiche technique
- Titre original : The High Sign
- Titre français : Malec champion de tir
- Réalisation : Buster Keaton et Edward F. Cline
- Scénario : Buster Keaton et Edward F. Cline
- Photographie : Elgin Lessley
- Direction technique : Fred Gabourie
- Producteur : Joseph M. Schenck
- Société de production : Comique Film Corporation
- Distribution : Metro Pictures
- Pays d'origine :  États-Unis
- Langue originale : anglais
- Format : Noir et blanc - 35 mm — 1,37:1 - film muet
- Genre : Comédie
- Durée : 21 minutes - deux bobines
- Date de sortie :
  - États-Unis : 18 avril 1921[2]
- Licence : Domaine public

## Distribution
- Buster Keaton : notre héros
- Bartine Burkett : Miss Nickelnurser (non créditée)
- Charles Dorety : le méchant (non crédité)
- Ingram B. Pickett : Tiny Tim (non crédité)
- Al St. John : l'homme sur le champ de tir (non crédité)

## Autour du film
- Ce film est la première production avec Buster Keaton en solo[3]